# テナックス

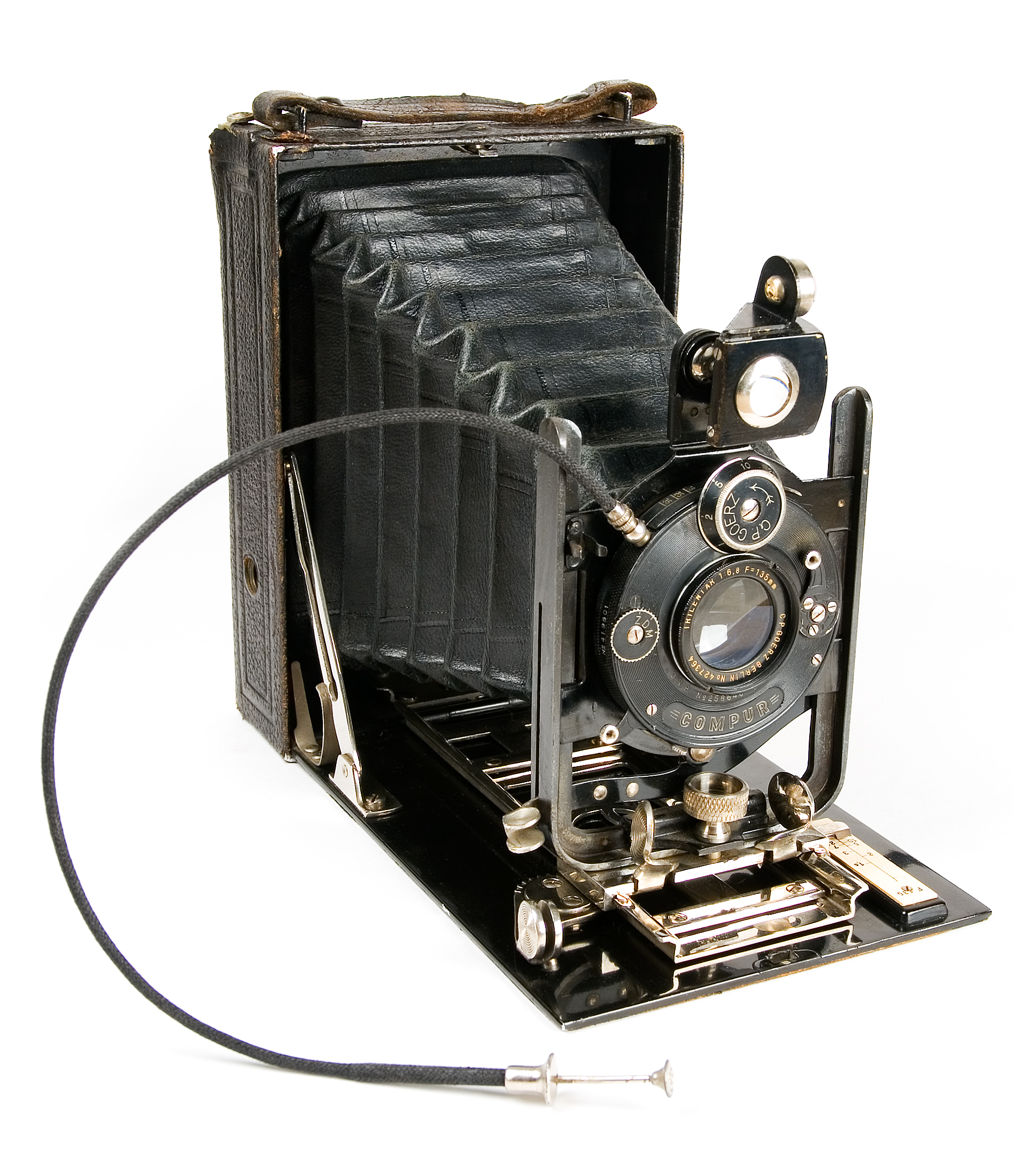
9×12cm判タロー・テナックス

テナックス（Tenax ）はドイツのゲルツ、後にツァイス・イコンで使用されたカメラブランド。

## ゲルツ時代のカメラ

### 写真乾板使用カメラ
- マヌフォーク・テナックス（Manufoc-Tenax ）
- タロー・テナックス（Taro Tenax ）
- ベストポケット・テナックス（Vest Pocket Tenax 、1912年発売） - レンズはセロール75mmF4.5，ドグマー75mmF4.5またはダゴール75mmF6.8。シャッターはコンパウンド。6×4.5cm（アトム）判写真乾板[1]。新聞カメラマンのサブカメラとして使われ[1]、現行当時はイカのベベと並び称された名機であり[1]、レンズは鮮鋭であったがボディーが弱いとされた。1927年製造中止。
- コートポケット・テナックス（Coat Pocket Tenax 、1912年発売） - レンズはドグマー100mmF4.5またはダゴール100mmF6.8、シャッターはコンパウンド。1927年製造中止。
- ポケット・テナックス（Pocket Tenax 、1912年発売）[2]
- テナックス・ステレオ - ステレオカメラ。ドグマー60mmF6.3を固定装着。

### 120フィルム使用カメラ
- ロールフィルム・テナックス（Rollfilm Tenax ） - 6×9cm判。レンズはテナスチグマット10cmF6.8。シャッターはコンパウンド[3]。

### 127フィルム使用カメラ
- V.P.ロールフィルム・テナックス（V.P.Rollfilm Tenax ） - 4×6.5cm（ヴェスト）判。レンズはドグマー75mmF4.5またはダゴール75mmF6.8。シャッターは旧コンパー、T、B、1-1/300秒。イカのイカレッテ0号と並び称された名機であった[3]。

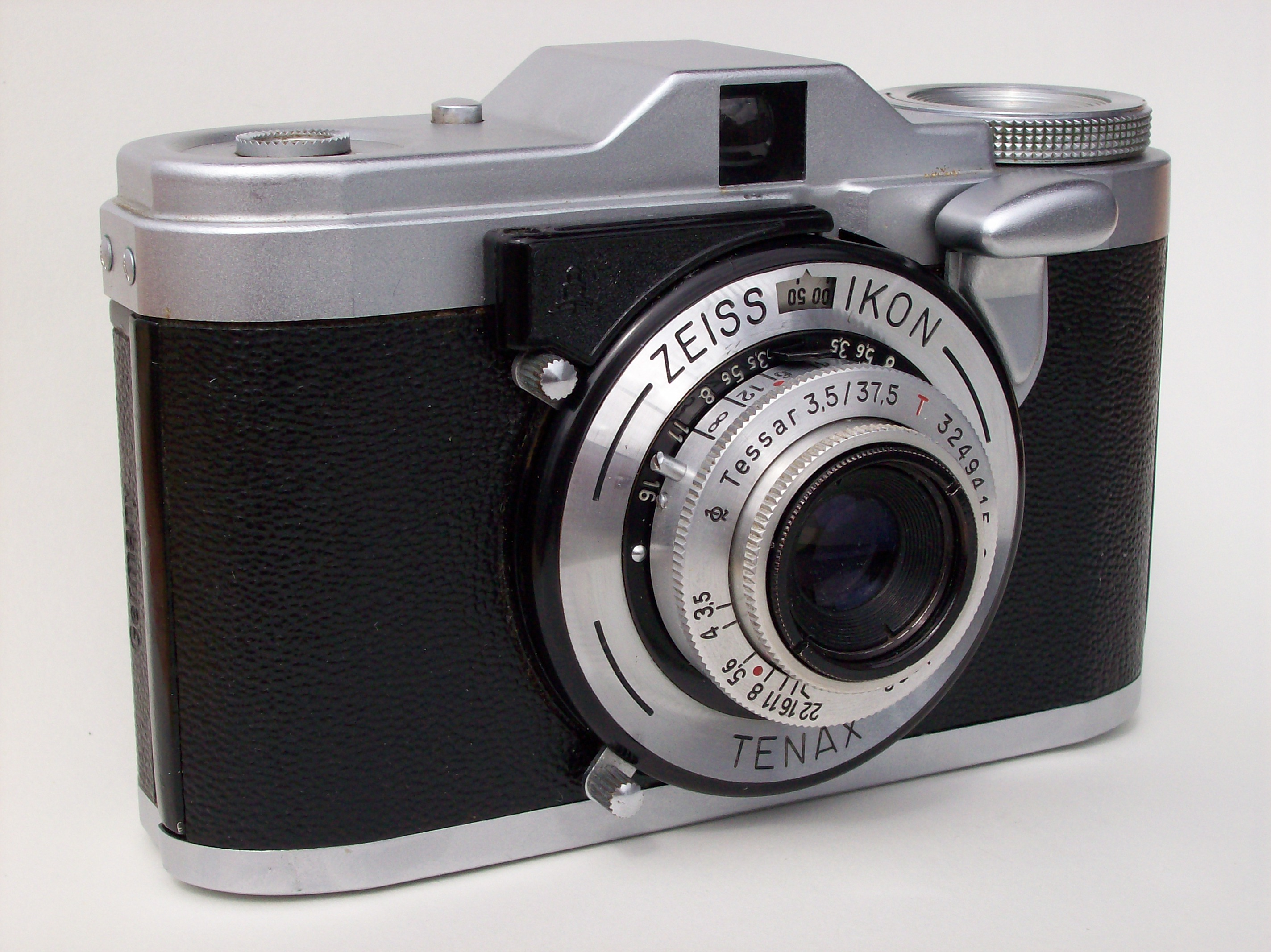
テナックスI、1953年以降型

## ツァイス・イコン時代のカメラ

### 135フィルム使用カメラ
ゲルツ時代に発売された製品と機構上の共通点はない。24×24mm判のコンパクトカメラ。フィルム巻き上げが「招き猫」と俗称される特徴的なレバー式で、いわゆるレチナ式のレバー巻き上げが一般的になる前に試行錯誤された迅速巻き上げ方式の一つ。フーベルト・ネルヴィン設計。
- テナックス/テナックスII（1938年発売） - ファインダーと一体式の連動距離計を装備し、専用バヨネットマウントでレンズ交換が可能。交換レンズはオルソメター2.7cmF4.5、ゾナー4cmF2、テッサー4cmF2.8、ゾナー7.5cmF4がある[4]。シャッターは最高速1/400秒のコンパーラピッドをビハインドシャッターとして使用している。巻き上げレバーはカメラ正面から見てレンズの左側にある。オプションとして2.7cm用外付けファインダー、7.5cm用ファインダーマスク、4/7.5cmアルバダファインダー等が用意された。テナックスI発売に伴いテナックスIIに改名された。
- テナックスI/タクソナ（1939年発売） - 距離計なし、レンズはノバー3.5cmF3.5またはテッサー3.5cmF2.8、シャッターはコンパー。ファインダーは折り畳み式。巻き上げレバーはカメラ正面から見てレンズの右側にある。指が当たる部分はカメラ側に折り畳み可能。レンズはノバー3.5cmF3.5またはテッサー3.5cmF2.8。戦後東ドイツでテッサー37.5mmF3.5またはノバー35mmF3.5を装着し生産が継続された。この時のコードナンバーはテッサーつき111/24、ノバー付き111/23。1953年にファインダーをトップカバー内に内蔵し、巻き上げレバーが折り畳みできないモデルにマイナーチェンジされたが、まもなく東ドイツのツァイスが西側で旧ツァイスの商標を使えなくなったためタクソナ（Taxona ）と改名され、同時にレンズもノボナー（Novonar ）という名称になっている。